# مارک مولیتور
مارک مولیتور (فرانسوی: Marc Molitor‎؛ زادهٔ ۲۱ سپتامبر ۱۹۴۸) بازیکن فوتبال اهل فرانسه است.
از باشگاه‌هایی که در آن بازی کرده‌است می‌توان به باشگاه فوتبال نیس و باشگاه فوتبال استراسبورگ اشاره کرد.
وی همچنین در تیم ملی فوتبال فرانسه بازی کرده‌است.